# Ященко Тарас Леопольдович
Тарас Леопольдович Ященко (7 січня 1964, Київ — 16 березня 2017, Мюнхен) — український композитор, піаніст і музичний педагог, пропагувач українських пісень та музичної культури у світі.

## Життєпис
Народився 7 січня 1964 року в місті Києві (нині Україна); син музичного діяча Леопольда Ященка та етнографа Лідії Орел. Розпочав навчання гри на фортепіано з шестирічного віку.
Протягом 1978—1982 років навчався у Київському музичному училищі імені Рейнгольда Глієра (клас фортепіано у Лідії Шур); у 1982—1989 роках продовжив здобувати музичну освіту в Київській консерваторії імені Петра Чайковського, де вивчав композицію у Івана Карабиця та фортепіано — у Михайла Степаненка, гармонію — у Мирослава Скорика, контрапункт — у Геннадія Лященка, інструментування — у Юрія Іщенка та оркестрування — у Левка Колодуба.
У 1989—1991 роках викладав сольфеджіо, теорію музики, контрапункт та аналіз форми у Київському університеті. З 1991 по 1993 рік він проходив майстер-клас з композиції в Музичній академії імені Чайковського в Києві у Івана Карабиця; з 1993 по 1995 рік відвідував курси підвищення кваліфікації та майстер-класи в Університеті музики та театру в Мюнхені у композитора Дітера Акера.
У 1996 році працював музичним редактором та коментатором на Українському національному радіо, де створював музичні програми. Потягом 1999—2002 років читав лекції з питань балетної педагогіки в Університеті музики та театру в Мюнхені. 
Трагічно загинув (потрапив під поїзд) у Мюнхені 16 березня 2017 року; похований у Києві на Байковому цвинтарі.

## Творчість
Перші музичні твори почав створювати в консерваторії, де написав композиції для оркестру, концерт для фортепіано з оркестром, струнний квартет та сонатину для фортепіано. На початку 1990-х створив симфонієту для оркестру, за яку отримав першу премію на Київському міжнародному музичному фестивалі.
Під час навчання в Мюнхені створив тріо «Гобелен» для альт-саксофона, цимбалів, фортепіано; «Прощавай» для дев'яти духових інструментів, синтезатора та ударних; тріо «Пісні кохання» для сопрано, скрипки, синтезатора/фортепіано (запис Bayerischer Rundfunk), «Франківські пісні» для баса та фортепіано (запис Українського національного радіо).
З 1996 року виступав з концертами в Німеччині, Італії, Польщі, Нідерландах, Росії, Україні, Франції та Австрії, переважно як акомпаніатор солістів. У цей час також виконувалися його композиції.
У 2005 році його «Ностальгічна сюїта» для кларнета та фортепіано та «Пісні на тексти Івана Франка» для бас-гітари та фортепіано (німецькою мовою) були записані Баварським радіо.